# Phẫu thuật khoan sọ

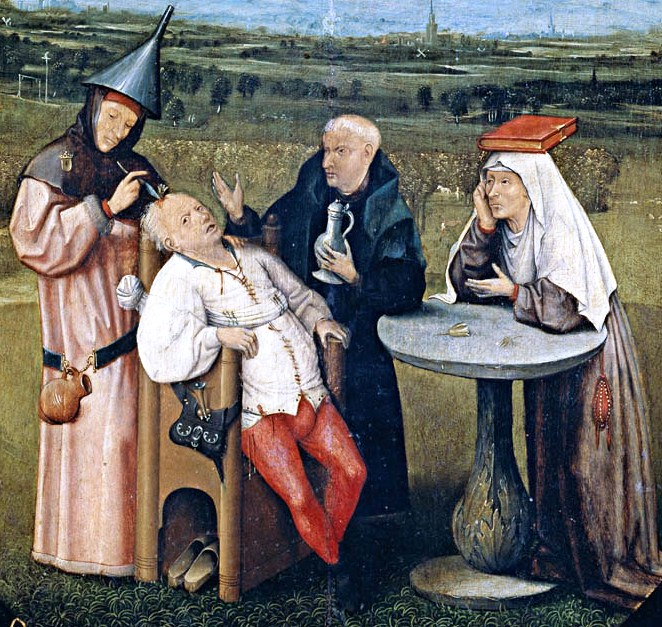
Bức tranh The Extraction of the Stone of Madness của Hieronymus Bosch (khoảng1488–1516) miêu tả cảnh khoan sọ

Phẫu thuật khoan sọ (tiếng Việt: trepanning hay trepanation, trephination, trephining) là một dạng phẫu thuật sử dụng khoan chuyên dụng trefin khoan vào hộp sọ chó đến khi lộ ra màng cứng (phần bọc ngoài não và tuỷ sống, tiếng Anh: dura mater). Thời xa xưa, người ta tin rằng phẫu thuật này sẽ đưa những linh hồn xấu ra khỏi đầu người, từ đó giúp chữa các bệnh tâm thần.